# Jessie Kleemann
Jessie Kleemann (født 6. november 1959) er en grønlandsk-dansk billedkunstner og forfatter.
Jessie Kleemann er uddannet grafiker, fra 1978-79 var hun elev ved Tuukkaq teateret i Fjaltring. 1984-91 var Kleemann leder af Kunstskolen i Nuuk. Kleemann har også arbejdet med TV og medier, og stod bag Grønlands første kunstvideo.
Hun havde sin første store soloudstilling i Nuuk i 1988. I 1989 opførte hun, instrueret af Peter Steen Märta Tikkanens roman Århundredets kærlighedshistorie. Arbejdet med dette stykke gjorde det klart for Kleemann, at det først og fremmest var hendes egen krop, der var hendes materiale.
Kleemann er en internationalt anerkendt performancekunstner, som har optrådt verden over, og især i arktiske sammenhænge. I sine ofte meget udfordrende performances bruger Kleemann grønlandske symboler, mytologier og materialer - lige fra sælspæk til masker - men også materialer som tyll - til at arbejde med temaer som f.eks. udstødelse.
I 1997 debuterede Kleemann som digter med samlingen Taallat. Kleemann skriver både på dansk, grønlandsk og engelsk, og ofte lader hun de tre sprog interagere .

## Performance og videoværker
- 1988 Kinaasunga, (Jessie Kleemann, Ebbe Quist, Aqqa K Lynge), videoperformance
- 2012 Sassuma Arnaa, (Jessie Kleemann, Iben Mondrup, Niels Lyngsø), videopoem
- 2015 Reconciliation (Jessie Kleemann, Ivalo Frank.), videoperformance
- 2015 Homage to Soil for Scoresbysund[3]

## Udvalgte udstillinger
- 2012 ASSAK, separatudstilling, Aarhus Kunstbygning
- 2012 Liverpool Biennial, City States, England
- 2014 The Pleasure of negative Emotions, KNIPSU Gallery, Bergen[4] (gruppeudstilling)
- 2015 Katuaq, Nuuk, tekstbaseret udstilling
- 2016 Without Boundaries: Visual Conversations, Anchorage Museum (gruppeudstilling)

## Bøger, boguddrag og manuskripter af Jessie Kleemann
- Kleemann, Jessie (1997). Taallat=Digte=Poems. Frederiksberg: Fisker & Schou. ISBN 87-90057-62-7.
- Kleemann, Jessie (2016). Min barndom i Grønland : Rød sol og guldbroderede sko. Lindhardt og Ringhof. ISBN 978-87-11-72215-2.
- Kleemann, Jessie (2016). Scripted!! : 12 performances on paper : So f**cking Shamanism, en ikke virkelig performance. S.l.: Eller med a. ISBN 978-87-997795-3-6.
- Kleemann, Jessie (2017). Faces=Kiinnernerit. Nuuk: Nuuk Kunstmuseum. ISBN 978-87-999724-0-1.
- Kleemann, Jessie (2021). Arkhticós dolorôs. Kbh.: Arena. ISBN 978-87-92684-88-2.
- Kleemann, Jessie (2023). Lá, læ, likkja, magna : 19. august-29. oktober 2023. Najârak Egede (overs.). Næstved: Rønnebæksholm.

## Bøger og udstillingskataloger om Jessie Kleemann
- Broberg, Randi m. fl. (2012). Jessie Kleemann - qivittoq : eqqarsaatersuutinik naatsumik allakkat. Iben Mondrup (red.), Bradley m. fl. Axmith (overs.). Vejby: Hurricane. ISBN 978-87-7669-050-2.
- Anderberg, Birgitte; Petersen, Sarah Pihl; Søndergꜳrd, Karen Ormstrup (2023). Jessie Kleemann : tiden løber, løber tiden. Kbh.: SMK - Statens Museum for Kunst. ISBN 978-87-7551-214-0.
- Hansen, Stine Lundberg; Kleemann, Jessie (2023). Samtaler med Jessie Kleemann (1. udgave). Aarhus: Antipyrine. ISBN 978-87-7584-025-0.